# Mandla (district)
Mandla is een district van de Indiase staat Madhya Pradesh. Het district telt 893.908 inwoners (2001) en heeft een oppervlakte van 5805 km².
Hoofdstad: Bhopal
Districten: